# Rohanee Cox
Rohanee Rose Cox (Broome, 23 agosto 1980) è un'ex cestista australiana.

## Carriera
Con l'Australia ha disputato i Giochi olimpici di Pechino 2008 e due edizioni dei Campionati oceaniani (2007, 2009).